# المواد البلاستيكية الدقيقة وصحة الإنسان

يتعرض الغنسان للمواد الكيميائية السامة وجسيمات اللدائن الدقيقة في جميع مراحل دورة حياة البلاستيك

كان تأثير المواد البلاستيكية الدقيقة على صحة الإنسان ولا يزال موضوعا للكثير من الدراسات والأبحاث العلميّة. بدأت المواد البلاستيكية الدقيقة تُثير الكثير من اللغط في الأوساط العلمية والمخاوف من احتمالية أن تُسبب أضرارا لصحة الإنسان والنظام البيئي ككل بعدما عُثر على جسيمات اللدائن الدقيقة التي يقل قطرها عن أصغر من 5 مم وجسيمات اللدائن النانوية التي يقل قطرها عن 0.001 مم أو 1 ميكرومتر في العديد من عناصر النظام البيئي والحيوي ولاسيما في الهواء والماء والغذاء وحتى في الأنسجة البشرية.

## طرق التعرض والتراكم الحيوي
تتنوع الطرق التي يُمكن أن يتعرض الإنسان من خلالها لشظايا وجسيمات اللدائن الدقيقة والنانوية خلال دورة حياة تلك المواد، وتشمل طرق التعرض الرئيسية الابتلاع، وملامسة الجلد، والاستنشاق. يمكن أن تظل الجسيمات النانوية الدقيقة داخل العضو الذي دخلت إلى الجسم من خلاله أو تنتقل مع الدورة الدموية الجهازية لكي تتراكم حيويًا في أنسجة مختلفة من الجسم اعتمادًا على حجم هذه الجسيمات. لا تدخل الجسيمات النانوية الدقيقة التي يزيد قطرها عن 150 ميكرومتر أو 10 ميكرومتر إلى مسار الدم وتظل متراكمة في الأنسجة، على حين تستطيع الجسيمات التي يقل قطرها عن 200 نانومتر النفاذ عبر الحواجز المعوية والوصول إلى الفراغات خارج الخلية.

### الابتلاع
عادة ما يتم ابتلاع جسيمات اللدائن الدقيقة والنانوية بصورة مباشرة مع مياه الشرب، وبعض المنتجات الأخرى كالبيرة والعسل والسكر وملح الطعام، أو مع الجسيمات المحمولة جوًا، والتي تسقط على الوجبات المفتوحة في الأماكن المغلقة، أو عن طريق الابتلاع غير المباشر مع مواد مثل معجون الأسنان وغسول الوجه ومقشرات الجلد والصابون، ومن ثم تدخل إلى الدورة الدموية الجهازية.

### الحمل والرضاعة
كشفت الدراسات الحديثة عن وجود جزيئات اللدائن الدقيقة في حليب الأم، وهو ما يشير إلى تعرض الأطفال حديثي الولادة لهذه الجزيئات أثناء الرضاعة، ولكن على عكس العديد من المواد الكيميائية الأخرى التي سبق اكتشافها في حليب الأم، كمثبطات اللهب والمبيدات الحشرية، فإن المعرفة بالآثار التي تحدثها جزيئات اللدائن الدقيقة والنانوية عند وجودها في حليب الثدي لا تزال محدودة. وفي دراسة أجريت عام 2022، وُجد أن 75٪ من عينات حليب الأمهات التي خضعت للفحص كانت تحتوي على جسيمات بلاستيكية دقيقة يقل قطرها عن خمسة ملليمترات. اعتبرت هذه الجسيمات خطرة بشكل خاص على الأطفال حديثي الولادة بسبب دورها في تثبيط الهرمونات. وبالتالي يُمكن أن يؤدي التعرض لجسيمات اللدائن الدقيقة والنانوية أثناء مراحل النمو إلى حدوث اضطرابات في النمو طويلة الأمد أو حدوث مشكلات أخرى في وقت لاحق من حياة الطفل. وعلى الرغم من أن مستويات الجسيمات البلاستيكية الدقيقة المكتشفة لم تتجاوز المستويات الآمنة حتى الآن، فإنها تظهر طريقة أخرى محتملة لابتلاع الجزيئات البلاستيكية الدقيقة. لهذا يقترح أطباء الأطفال أحيانا على بعض السكان الأصليين في شمال كندا والأشخاص الذين يعيشون بالقرب من المصانع الصناعية ألا ترضع الأمهات أطفالهن لتجنب ابتلاع هؤلاء الأطفال للجزيئات البلاستيكية الدقيقة والمواد الكيميائية الضارة الأخرى المحتملة. وعلى النقيض من ذلك، يوصي بعض الأطباء أن تقوم الأمهات بإرضاع أطفالهن رضاعة طبيعية مباشرة بدلاً من استخدام قنينة الرضاعة. وقد أظهرت الدراسات أن ضخ الحليب وتجميده في أكياس بلاستيكية ثم تسخينه لاحقًا سيزيد من فرص تلوث الحليب بجسيمات اللدائن الدقيقة والنانوية. كذلك لوحظت نتائج مماثلة من تلوث الأطعمة بجزيئات اللدائن الدقيقة والنانوية عند تسخين حاويات الطعام البلاستيكية القابلة لإعادة الاستخدام في أفران الميكروويف. يرى البعض أنه من الأفضل أن تحاول الأمهات تجنب تناول جزيئات اللدائن الدقيقة والنانوية بأنفسهن لتقليل احتمالية نقله إلى أطفالهن من خلال الرضاعة الطبيعية. وقد أظهرت الدراسات أيضًا أن مياه الشرب المعبأة داخل الزجاجات البلاستيكية تحتوي على جسيمات بلاستيكية دقيقة ونانوية قابلة للاكتشاف أكبر بكثير من مياه الصنبور.

### التلامس مع الجلد
يُمكن لجزيئات اللدائن الدقيقة والنانوية اختراق جلد الإنسان من خلال الجروح والمسام مثل الغدد العرقية وبصيلات الشعر أثناء تفاعل الجلد مع الوسائط الملوثة بجسيمات اللدائن الدقيقة والنانوية كالتربة والمياه ومستحضرات التجميل، ومن ثم تدخل جسيمات اللدائن الدقيقة والنانوية إلى الدورة الدموية الجهازية.

### الاستنشاق
يُمكن لجزيئات اللدائن الدقيقة والنانوية المحمولة جوًا داخل وخارج المنزل الدخول إلى الجهاز التنفسي للإنسان من خلال المفروشات والأثاث المنزلي والغبار الحضري والإطارات المطاطية والألياف الاصطناعية. يمكن أن تظل جزيئات اللدائن الدقيقة والنانوية في الرئتين أو يتم تناولها مع المخاط لتصل بعد ذلك إلى الدورة الدموية الجهازية.

## التعرض المهني
يمكن أن يتعرض العاملين بالمنشآت الصناعية وبيئات العمل المختلفة لجزيئات اللدائن الدقيقة والنانوية إما بصورة عرضية أو متعمدة، إذ يحدث التولد العرضي لجزيئات اللدائن الدقيقة والنانوية كنتيجة لللانحلال الميكانيكي أو البيئي أو العمليات الصناعية مثل تصنيع اللدائن (التسخين والتكثيف الكيميائي) وأيضا يُمكن لجزيئات اللدائن الدقيقة والنانوية أن تتولد بصورة متعمدة خلال عمليات الطباعة ثلاثية الأبعاد. ويعتبر الاستنشاق الحاد هو وسيلة التعرض الرئيسية لجزيئات اللدائن الدقيقة والنانوية في أماكن العمل، ومع هذا فإن معدل التعرض لهذه الجزيئات قد يختلف من بيئة ومكان عمل إلى آخر، إذ يمكن أن يكون التعرض في مكان العمل بتركيز عالٍ ويستمر طوال مدة نوبة العمل وبالتالي يكون التأثير قصير الأمد أو يكون التعرض خارج مكان العمل بتركيز منخفض وطويل الأمد. عادة ما يتعرض العمال في البيئات الصناعية لجزيئات اللدائن الدقيقة والنانوية بمعدلات أعلى من عامة السكان. يحدث التعرض المزمن بتركيزات عالية لجزيئات اللدائن الدقيقة والنانوية المتبخرة في بعض الصناعات مثل صناعة المنسوجات الاصطناعية، وصناعة التغليف، وصناعة اللدائن المكونة من مورد كلوريد الفينيل ومصنع بولي كلوريد الفينيل.

### تصنيع ومعالجة اللدائن
- الطباعة ثلاثية الأبعاد: تصدر جزيئات اللدائن الدقيقة والنانوية في الطباعة ثلاثية الأبعاد، خلال عمليات التصنيع الإضافية كالطباعة التجارية بالبثق والطباعة متعددة النفثات باستخدام المواد البلاستيكية الحرارية والراتينجات والأبخرة العضوية (المركبات العضوية المتطايرة) في الهواء المحيط بمكان العمل.[32] هناك أدلة ناشئة على حدوث الآثار التحسسية والتنفسية الضارة الناتجة عن الطباعة ثلاثية الأبعاد، وكذلك آثارها الضارة على القلب والأوعية الدموية،[35] ففي حالة الطباعة بالبثق، تنبعاث جزيئات اللدائن الدقيقة والنانوية من خيوط الأكريلونيتريل بوتادين ستايرين (ABS) بمعدلات أعلى منها في خيوط حمض البوليلاكتيك (PLA).[36]
- تغليف النايلون: تتم عمليات تغليف النايلون من خلال تطبيق وقطع وصنفرة وتشغيل بوليمرات النايلون على الأسطح، وتبلغ انبعاثات الغبار ذروتها أثناء عملية نفخ الهواء على الأسطح المغلفة.[37]

- طلاء الأوعية وأواني الطبخ: يتسبب طلاء الأوعية وأواني الطبخ بمادة عديد رباعي الفلورو إيثيلين، والمعالجة عالية الطاقة أو المعالجة الحرارية للمنتجات البلاستيكية في توليد جزيئات اللدائن الدقيقة والنانوية بحسب ما جاء في أبحاث بيلو عام 2010؛ وأبحاث والتر عام 2015.
- صناعات أخرى: ينبعث الغبار المحمل بجزيئات اللدائن الدقيقة والنانوية أيضًا في مجموعة واسعة من الصناعات خلال عمليات تشغيل المواد المركبة،[38] والحفر،[39] والطحن اليدوي،[40] وصنفرة الأنابيب النانوية الحاوية للمركبات،[41] وصنفرة المركبات السنية،[42] وقطع اللدائن وأنابيب بولي كلوريد الفاينيل.
- إنتاج اللدائن وبولي كلوريد الفاينيل: يتسبب إنتاج اللدائن وبولي كلوريد الفاينيل في انبعاث غبار بولي كلوريد الفينيل،[43][44] وقد تأكد بعد إعادة تحليل البيانات وقوع العديد من حالات الوفاة بين عمال إنتاج الفاينيل وبولي كلوريد الفاينيل،[45] كما لوحظ ارتفاع معدلات الإصابة بمرض الشريان التاجي والوفاة بأمراض السرطان بين العمال المعرضين لكلوريد الفاينيل،[46]
- تصنيع المواد الكيميائية المطاطية: لوحظ ارتفاع معدلات الوفيات بين عمال تصنيع المواد الكيميائية المطاطية.[47]

## الانحلال البيئي والميكانيكي للدائن
- السجاد والألياف الصناعية: تزداد احتمالية تعرض العمال في مصانع السجاد والألياف الصناعية حيث يحتوي الهواء الداخلي لتلك المنشآت على تركيزات عالية من الألياف الصناعية المنحلة، ومن المحتمل أيضًا تعرض العاملين في المكاتب وموظفي الحراسة لتلك المواد عن طريق ابتلاع الغبار المستقر.[33]
- إدارة مياه الصرف الصحي ومرافق إعادة التدوير ومكبات النفايات: تتعرض السلع البلاستيكية للتآكل والانحلال البيئي والميكانيكي في منشآت إدارة مياه الصرف الصحي،[48][49][50] ومرافق إعادة التدوير ومكبات النفايات،[51][52][29] فتكون هذه المنشآت بمثابة خزانات لجسيمات اللدائن الدقيقة والنانوية، والتي قد يتعرض لها العمال بطبيعة الحال.

### اللدائن الطبية
تشمل المواد البلاستيكية الطبية أو اللدائن الطبية مجموعة واسعة من المنتجات بدءًا من الأكياس وحتى الحاويات الصيدلانية التي يتعامل معها المرضى والعاملين في مجال الرعاية الصحية ويمكن أن يتعرضوا من خلالها لجسيمات اللدائن الدقيقة والنانوية: ومنها على سبيل المثال:
- أقنعة الوجه وأجهزة التنفس الصناعي: تُشير التقديرات إلى استخدام ما يقرب من 7 مليار قناع وجه عالميًا، وهو ما يعني استهلاك ما يعادل 21000 طن من البوليمر الصناعي يوميًا خلال جائحة كوفيد-19،[54] مما أدى إلى زيادة الطلب على اللدائن وزيادة النفايات الناتجة عن استهلاكها.[55] ومن غير المعروف حتى الآن ما إذا كانت بقايا جزيئات اللدائن الدقيقة والنانوية المتفككة القابلة للاستنشاق على أسطح أقنعة الوجه يُمكن أن يسبب آثارًا صحية ضارة للإنسان أم لا.[56]

لا تزال هناك حاجة إلى إجراء المزيد من الأبحاث قبل التمكن من تقييم مدى السمية والمخاطر الطبية والصحية لجسيمات اللدائن الدقيقة والنانوية التي يمكن التعرض لها من خلال استخدام منتجات اللدائن الطبية.

## الأضرار والمخاطر الصحية المحتملة

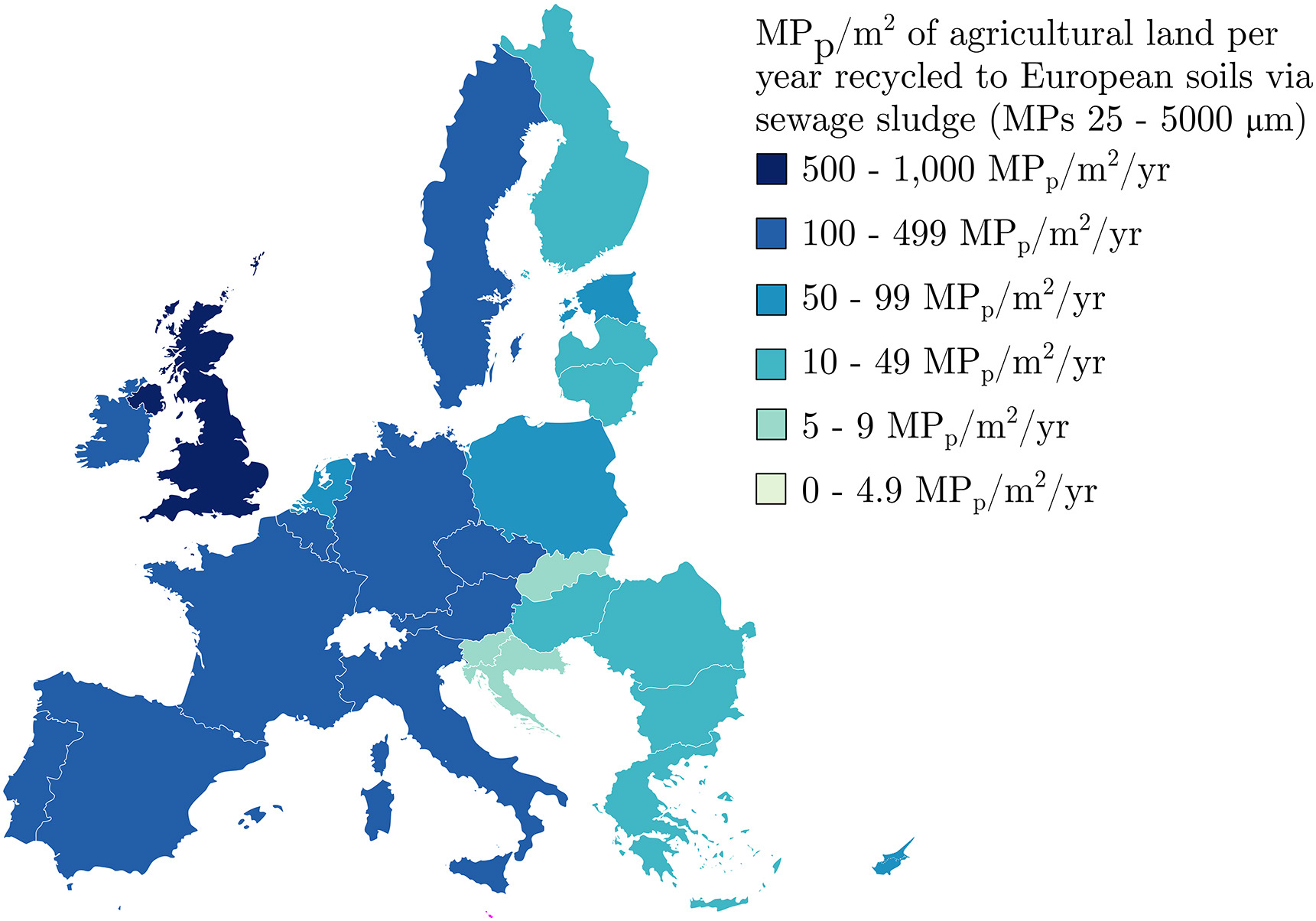
نسبة الجسيمات البلاستيكية الدقيقة لكل متر مربع في حمأة الصرف الصحي في الاتحاد الأوروبي (2015-2019)

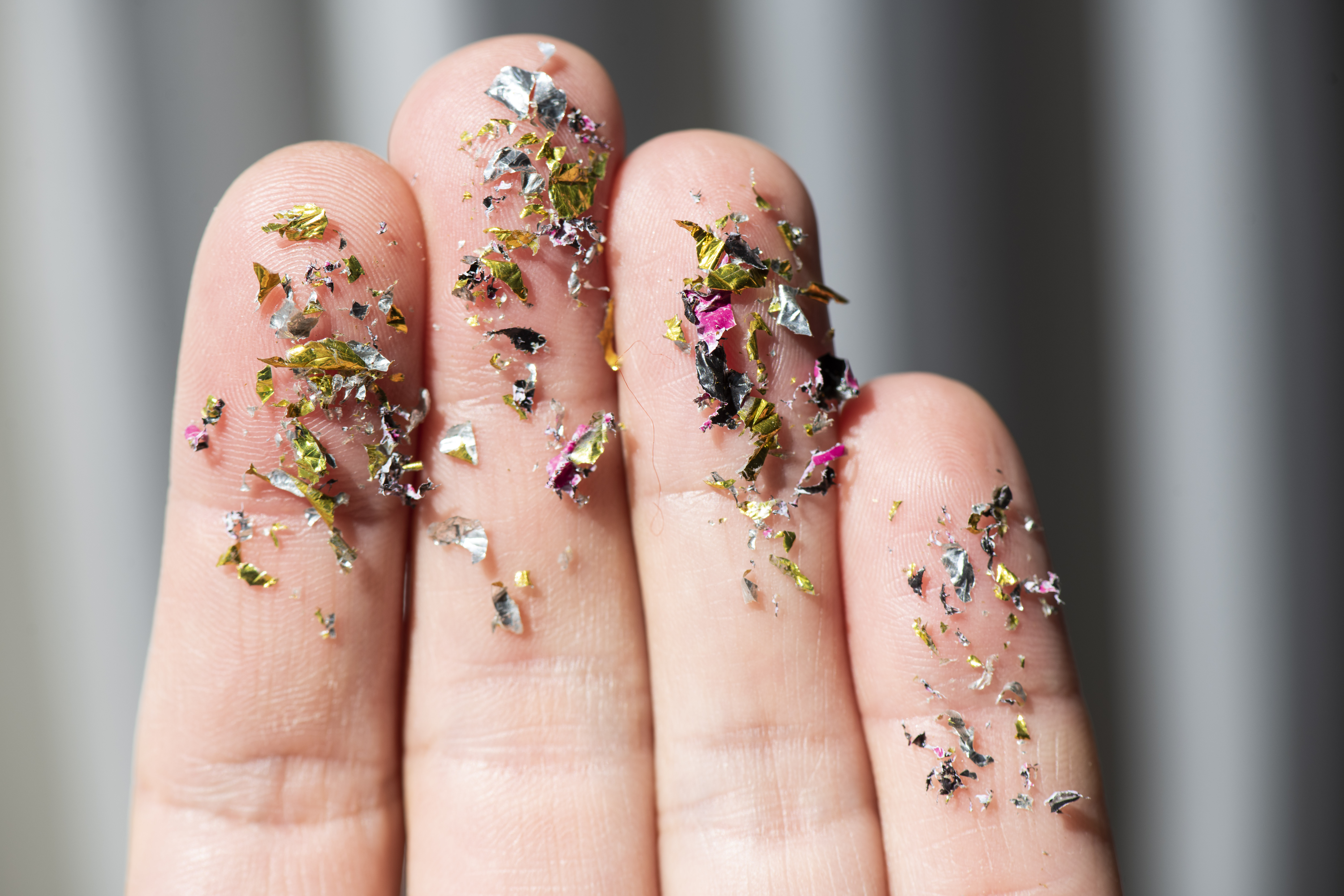
أحد الطرق العديدة التي يتعرض بها البشر للمواد البلاستيكية الدقيقة تكون عن طريق ملامسة الجلد مما يسمح لجزيئات اللدائن الدقيقة والنانوية بالدخول إلى الجسم واختراقه من خلال مسام الجلد

تختلف التأثيرات الصحية المحتملة للتعرض لجزيئات اللدائن الدقيقة والنانوية بناءًا على عدة عوامل مثل حجم هذه الجزيئات وشكلها وزمن التعرض لها والتركيب الكيميائي لها كأن تكون مخصبة بالمعادن الثقيلة والهيدروكربونات العطرية متعددة الحلقات وما إلى ذلك، وخصائص السطح والمواد الملوثة المرتبطة بها. وقد أظهرت الدراسات التجريبية والرصدية التي أجريت على الثدييات أن التعرض لجزيئات اللدائن الدقيقة والنانوية يُمكن أن يحدث التأثيرات الضارة التالية:

### على المستوى الخلوي
- الالتهاب[59][60]
- الإجهاد التأكسدي[61][59][62][63][58]
- السمية الجينية[64][63]
- السمية الخلوية[62][58]

### على المستوى الجهازي
- تأثيرات ضارة على القلب والأوعية الدموية.[65][46]
- تأثيرات ضارة على الجهاز التنفسي مثل التهاب الرئتين بفعل التعرض لجزيئات اللدائن الدقيقة والنانوية عن طريق الاستنشاق.[43][28]
- اضطرابات هرمون وطائي نخامي في المحور الوطائي النخامي الدرقي، والمحور الوطائي النخامي الكظري، والمحور الوطائي النخامي الغدي التناسلي المرتبط بالخصية أو المبيض.[66]
- السمية التناسلية، وانخفاض الصحة الإنجابية، وانخفاض جودة الحيوانات المنوية.[66]
- التشوهات النمائية.[66]
- السمية المناعية.[66][67][62][60]
- اضطراب الغدد الصماء.[66][68]
- السمية العصبية.[66]
- اضطرابات التمثيل الغذائي بما في ذلك اضطراب محور الأمعاء والكبد مما يؤدي إلى ارتفاع خطر الإصابة بمقاومة الأنسولين،[59][69] واضطراب وظيفة الهرمونات، مما قد يساهم في زيادة الوزن.[70][71]

## الدراسات والأبحاث الوبائية
ركزت معظم الدراسات والأبحاث الوبائية، على الرغم من القلق المتزايد من مخاطر جسيمات اللدائن الدقيقة والنانوية، على وصف طرق التعرض، ولا يزال هناك عدد محدود من الدراسات الوبائية التي تربط بصورة مباشرة بين التعرض لجسيمات اللدائن الدقيقة والنانوية والتأثيرات الصحية الضارة على البشر، ولا يزال البحث جاريًا لتحديد المدى الكامل للضرر المحتمل الناجم عن جسيمات اللدائن الدقيقة والنانوية وتأثيرها طويل الأمد على صحة الإنسان.

## الانتشار
وجدت جسيمات اللدائن الدقيقة والنانوية في عينات الدم عند فحص مجموعة من الأفراد الذين تعرضوا لها.

## طرق الحد من التعرض لاستنشاق جسيمات اللدائن الدقيقة والنانوية
لم يحدد المعهد الوطني للسلامة والصحة المهنية حتى أبريل 2024 حدا آمنا موصى به للتعرض لجسيمات اللدائن الدقيقة والنانوية، ويرجع ذلك إلى الكم المحدود من البيانات المتوفرة حول مستويات التعرض للآثار الصحية الضارة، وغياب التوحيد القياسي لتوصيف تباين جسيمات اللدائن الدقيقة والنانوية حسب التركيب الكيميائي والشكل، وصعوبة قياس مستويات جسيمات اللدائن الدقيقة والنانوية المحمولة جوًا، ومن ثم فقد ركزت تدابير السلامة على التسلسل الهرمي للضوابط الخاصة بالمواد النانوية ذات النظافة الصناعية الجيدة لتنفيذ التحكم في انبعاثات المصدر مع تهوية العادم المحلية، وتنقية الهواء، وضوابط الهندسة غير التهوية كالاستبدال بمواد أقل خطورة، وضوابط إدارية، ومعدات الحماية الشخصية لحماية الجلد والجهاز التنفسي من التعرض لجسيمات اللدائن الدقيقة والنانوية عن طريق الاستنشاق. أظهرت الأبحاث الصادرة عن مركز أبحاث التكنولوجيا النانوية التابع للمعهد الوطني الأمريكي للسلامة والصحة المهنية نظريا فاعلية بعض الإجراءات كتهوية العادم المحلية وتنقية الهواء الجزيئي عالي الكفاءة في تصفية 99.97٪ من جسيمات اللدائن الدقيقة التي يصل حجمها إلى 0.3 ميكرون.